# アッシュフォード黒大理石

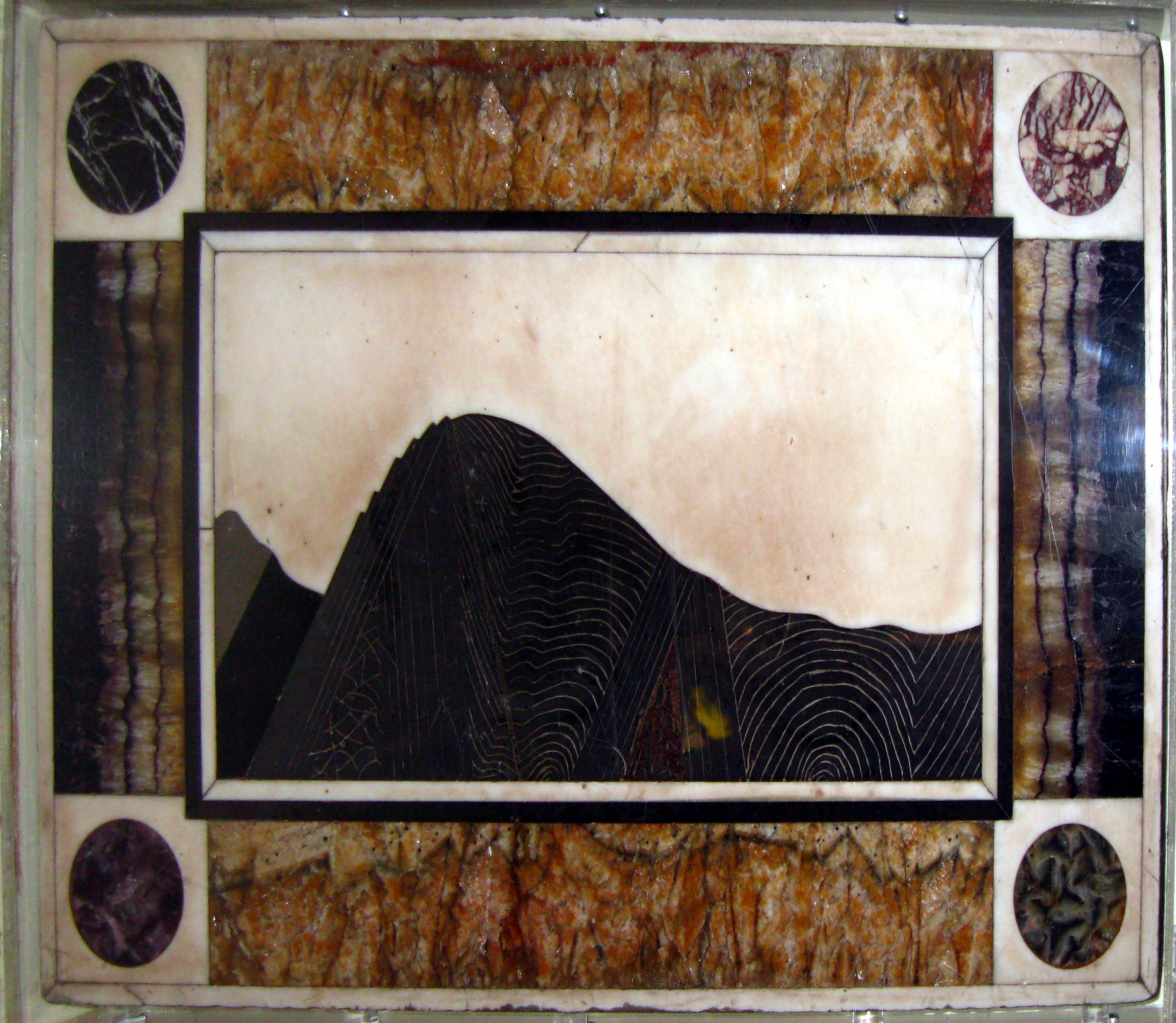
アッシュフォード黒大理石を使ったエクトンヒルの絵

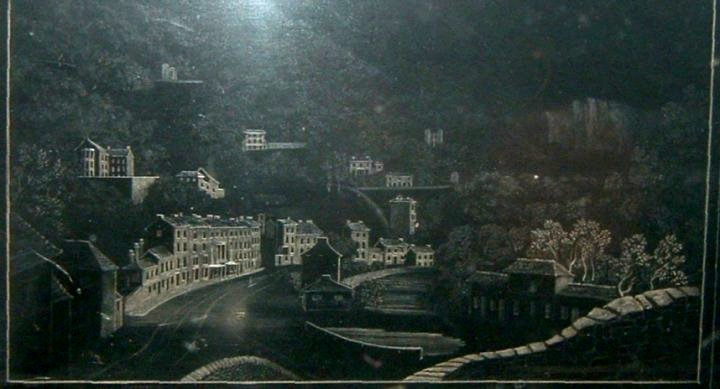
アッシュフォード黒大理石を彫刻したマトロック・バスの絵。アン・レイナー作。

アッシュフォード黒大理石（アッシュフォードくろだいりせき、英: Ashford Black Marble）は、ダービーシャーのアッシュフォード・イン・ザ・ウォーター近くにある採石場から切り出された暗色の石灰岩である。切り出されたあと旋盤にかけて磨かれた、輝く黒い表面は非常に美しい。アッシュフォード黒大理石は非常に細粒化した堆積岩であり、地質学的意味では本当の大理石ではない。この石はピエトラ・デュラと呼ばれる技術によって、切り分けられ、他の装飾的な石や鉱物と共に象眼することができる。ダービー博物館にはアッシュフォード黒大理石と他の鉱物で作ったエクトン・ヒルの地層図がある。

## 歴史
この地で採られた黒い鉱石を装飾的に用いた例は、すでに先史時代の遺物で見られる。利用の最初の記録として1580年のハードウィックのベスが挙げられる。

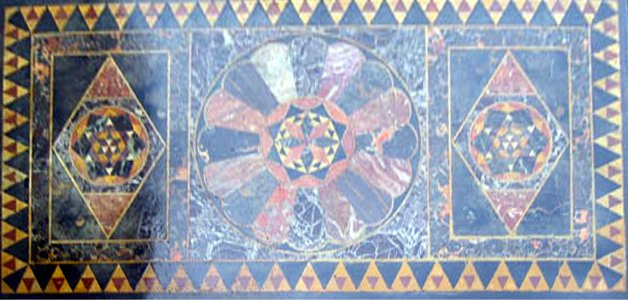
象眼された机の上板

ダービーシャーの地質学者ホワイト・ワトソンのおじにあたるヘンリー・ワトソンは、1750年代のこの地において、アッシュフォード黒大理石を使った象眼製造業の発展に主要な役割を果たした者たちの一人である。彼はアッシュフォード・イン・ザ・ウォーターに水力式の工場を持っていた。
アッシュフォード黒大理石で作られた壷、オベリスクなどの装飾品は、18世紀末から19世紀初めにかけて盛んに取引されていた。ジョン・モウは黒大理石を扱った博物館をマトロック・バスに所有していた。またアン・レイナーは別の博物館の隣家に、ダイヤモンドを使った黒大理石の彫刻画を残している。近隣のダービー博物館、バクストン博物館、チャッツワース・ハウスなどには、彫刻あるいは象眼された黒大理石の良質なコレクションが多数ある。2009年、ダービーのセブンスター・パブ近くで掘削工事が行なわれた際、アッシュフォード黒大理石の巨大な塊が手付かずの状態で掘り出された。未加工状態のアッシュフォード黒大理石は貴重なため、その岩を競売に出す計画が立てられた。この岩は加工業者が1880年代に移転した際、遺棄されたと考えられている。

## 地質学
この岩は大理石と呼ばれるものの、完全に堆積岩由来である。暗色でキメの細かい、泥質の石炭系石灰岩であり、成分は瀝青に富んでいる。この瀝青は暗灰色の色合いをもたらし、磨いて表面加工すると黒い輝きが現れる。この岩は初期にはアロック鉱山で採掘されたが、のち1832年にはアッシュフォード・イン・ザ・ウォーター近くのルーケリ農場周辺から採掘された。

## 製作技術

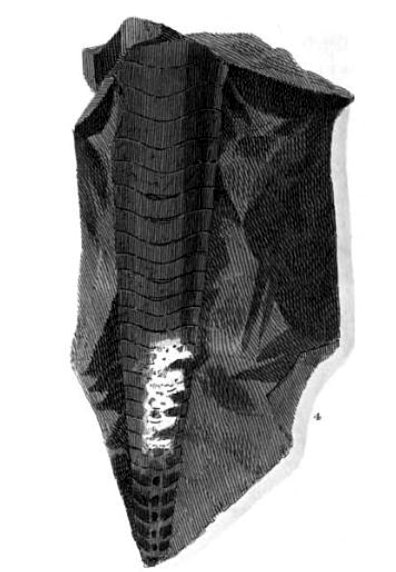
ウィリアム・マーチンが発見した黒大理石の中の化石。かつてはワニの尾と考えられていた。

この石灰岩はろくろにかけて壷、ロウソク立て、その他の装飾品に加工することができる。またオベリスクや文鎮のように滑らかで平らな品へ切り出されることもある。ダービー博物館・美術館にはアッシュフォード黒大理石を丸ごと、あるいは部分的に使った作品のコレクションがあり、それらは元はトムリンソン家が所有する象眼工房にあったものである。これには黒大理石の背景としてはめこむべく切り出された様々な切片も含まれる。ワスレナグサやスズランのような花模様を典型的なものとして挙げることができるだろう。黒大理石の中へ象眼する色付きの石としては、まず近くのムニアシュから採れる灰・青・紫の鉱石がある。シェルドンのネテラ・デールから採れるローズウッド (rosewood) は赤と白の斑模様を持つが、この重晶石は絵柄に変化を添える。クライチから採れるキャッスルトン・ブルー・ジョン (Castleton Blue John) は紫と黄の蛍石として使える。バーズ・アイ (Birds-Eye) は中の化石が模様を作り出している。最も珍しいのはデュークス・レッド (Duke's Red) であり、あまりに貴重なためチャッツワース・ハウスに保管された。写真で示した机の上板のデザインには、ここで説明した組み合わせの一部が見られる。
1780年代末にダービーシャーの地質学者ホワイト・ワトソンは、この州各地の岩石層を表現するよう、その地の岩石をアッシュフォード黒大理石に象眼した地質学的資料ともいえる銘板を作り始めた。ダービー博物館には、アッシュフォード黒大理石とその他の鉱石で作られた、エクトンヒルの図表がある。
かつてワトソンと働いたこともあるウィリアム・マーチンは、化石に関する初めての科学的研究を著している。彼が "Petrifacta Derbiensia" で詳述するところでは、ホワイト・ワトソンのおじと黒大理石の採石人夫たちは、いくつかの石をワニの化石と考えたため、それらを「ワニの尾」と呼んだ。
1990年代にドン・エドワーズは黒大理石の象眼づくりを復活させた。彼はダービーシャーのタイズウェルにある村で、岩石と鉱石の取引業を営んでいた。2006年にバクストン博物館は、ジョン・マイケル・トムリンソンが遺した黒大理石のコレクションを買い取った。トムリンソンは、祖先がアッシュフォード黒大理石の製造に関わっていたことを知ってから、以降50年以上にわたってそれらの収集を続けていた。